# Vera Celis
Pour les articles homonymes, voir Celis.
Vera Celis, née le 6 août 1959 à Turnhout est une femme politique belge flamande, membre de N-VA.
Elle a un régendat sciences et géographie et est enseignante.

## Fonctions politiques
- Députée au Parlement flamand :
  - du 7 juin 2009 au 25 mai 2014
  - du 23 juillet 2014 au 22 mai 2019, en remplacement de Liesbeth Homans, ministre
- Bourgmestre de Geel (2013-)